# Forever (serie televisiva 2014)
Forever è una serie televisiva statunitense creata da Matthew Miller di genere fantasy-poliziesco, trasmessa dal canale televisivo ABC durante la stagione televisiva 2014-2015. Il 7 novembre 2014 è stata confermata una prima stagione completa di 22 episodi, mentre il 7 maggio 2015, la serie è stata ufficialmente cancellata dopo una sola stagione. In Italia la serie viene trasmessa per la prima volta da Mediaset su Premium Crime a partire dall'11 ottobre 2015, mentre in chiaro viene trasmessa per la prima volta dal 21 aprile 2016 sul canale Top Crime.

## Trama
Il Dr. Henry Morgan è un brillante medico legale di New York, dalle straordinarie capacità deduttive e larghe conoscenze acquisite durante la sua lunga vita; d'altro canto, ha oltre duecento anni ed è immortale. Ogni qual volta muore, infatti, il suo corpo scompare e l'uomo "rinasce", nudo, nelle acque dell'East River. Non immune alle sofferenze fisiche, considera la sua caratteristica un'afflizione, avendo assistito alla morte di tutte le persone a lui care, e porta avanti da anni ricerche sulla morte sperando un giorno di ottenerla. Pensa di essere l'unico in tale condizione fino a quando non viene contattato da una persona che, sotto il nome di Adamo, afferma di essere immortale come lui. Un'investigatrice del dipartimento per il quale lavora, Jo Martinez, impressionata dalle sue capacità ma ignara del suo segreto, decide di farne il suo assistente nelle indagini.

## Personaggi e interpreti

### Personaggi principali
- Henry Morgan, interpretato da Ioan Gruffudd, doppiato da Massimiliano Manfredi. 
Un essere umano in tutto e per tutto tranne che per il fatto che ogni volta che muore si ritrova nell'acqua, e, quindi, sembrerebbe essere immortale. Lavora come medico legale per la polizia di New York.
- Jo Martinez, interpretata da Alana de la Garza, doppiata da Laura Lenghi. 
Una detective dell'undicesimo distretto che lavora con Henry e di cui è anche amica.
- Lucas Wan, interpretato da Joel David Moore, doppiato da Fabrizio Manfredi.
É l'aiutante del medico legale. La sua caratteristica principale è un costante stupore per le deduzioni del dottor Morgan.
- Detective Mike Hanson, interpretato da Donnie Keshawarz, doppiato da Roberto Gammino.
Partner del detective Martinez.
- Tenente Joanna Reece, interpretata da Lorraine Toussaint, doppiata da Barbara Castracane. 
Capo di Jo, Mike ed Henry.
- Abraham "Abe" Morgan, interpretato da Judd Hirsch, doppiato da Carlo Valli.
Figlio adottivo di Henry, possiede un negozio di antiquariato e sembrerebbe essere l'unico a conoscere il suo segreto.

### Personaggi ricorrenti
- Abigail Morgan, interpretata da MacKenzie Mauzy, doppiata da Sara Ferranti.
 Presente nei vari flashback di Henry, era sua moglie.
- "Adamo"/Lewis Farber, interpretato da Burn Gorman, doppiato da Massimo Rossi.
Anche lui è immortale, conosce il segreto di Henry e tenta in tutti i modi di renderlo uguale a sé.

## Episodi
| Stagione       | Episodi | Prima TV originale | Prima TV Italia |
| -------------- | ------- | ------------------ | --------------- |
| Prima stagione | 22      | 2014-2015          | 2015-2016       |

## Produzione
La produzione della serie, girata a New York, ha ricevuto il definitivo semaforo verde l'8 maggio 2014.
Nell'episodio pilota il superiore del detective Martinez, la tenente Roark (in principio concepito come un ruolo maschile), è interpretata da Barbara Eve Harris; negli episodi successivi è sostituita da Lorraine Toussaint, interprete della tenente Joanna Reece.